# Bruno Gennaro
Bruno Gennaro (1918 – 5 agosto 2013) è stato un hockeista su prato e allenatore di hockey su prato italiano.
È stato uno dei pionieri dell'hockey su prato a Genova, dove ha contribuito a far nascere lo sport nel 1937 e a fondare squadre come il GUF Genova (dopo la guerra divenuto Hockey Club Genova) e il GIL Genova (divenuto poi CUS Genova).
È stato anche il primo commissario tecnico della nazionale italiana maschile, che ha costruito da zero e ha portato alle olimpiadi di Helsinki nel 1952.

## Palmarès

### Giocatore
- Scudetto: 5

GUF Genova: 1938, 1940, 1941, 1942
HC Genova: 1947

### Allenatore
- Scudetto: 1

CUS Genova: 1949
- Campionati Nazionali Universitari: 1

CUS Genova: 1949